# Mary Haʻaheo Atcherley
Mary Haʻaheo Atcherley, född 1877, död 1933, var en amerikansk-hawaiiansk politisk aktivist. 
Hon tillhörde en förmögen familj på Hawaii. Hon engagerade sig för ursprungsinnevånarnas rätt till land, och för införandet av rösträtt för kvinnor. Hon blev år 1920 den första kvinna som ställdes upp i valet till Hawaiis lokala senat; hon ställde upp igen 1922. Hon vann inte valen, men hennes kampanj fäste uppmärksamheten på frågan om kvinnor skulle få ställa upp i valen på Hawaii: det en amerikansk koloni men inte en delstat, vilket gjorde att den amerikanska lagen om kvinnors rösträtt och valbarhet inte automatiskt gällde, men henens kampanj gjorde att den amerikanska regeringen år 1922 uttryckligen godkände kvinnors valbarhet. 